# Маньяни-Нойя, Мария
Мария Маньяни-Нойя (итал. Maria Magnani Noya; 24 октября 1931, Генуя, Королевство Италия — 9 декабря 2011, Турин, Итальянская республика) — итальянский политик, мэр Турина в 1987—1990 годах. Является первой женщиной-мэром Турина и второй женщиной-мэром Италии.

## Биография
Родилась в Генуе 24 октября 1931 года. Получила звание бакалавра искусств.
Была членом Социалистической партии Италии. Отличилась своей активностью в борьбе за включение в итальянское законодательство положений о правах женщин, в частности о разводе и абортах.
Она была заместителем министра здравоохранения в 1981—1982 годах. В 1987—1990 годах была мэром Турина. В 1989—1994 годах была членом Европейского парламента.
После занялась юриспруденцией, стала адвокатом и работала им в Турине до своей смерти. В качестве юриста участвовала в судебном процессе над Красными бригадами, из-за чего начала получать угрозы.